# Tessinska Palatset

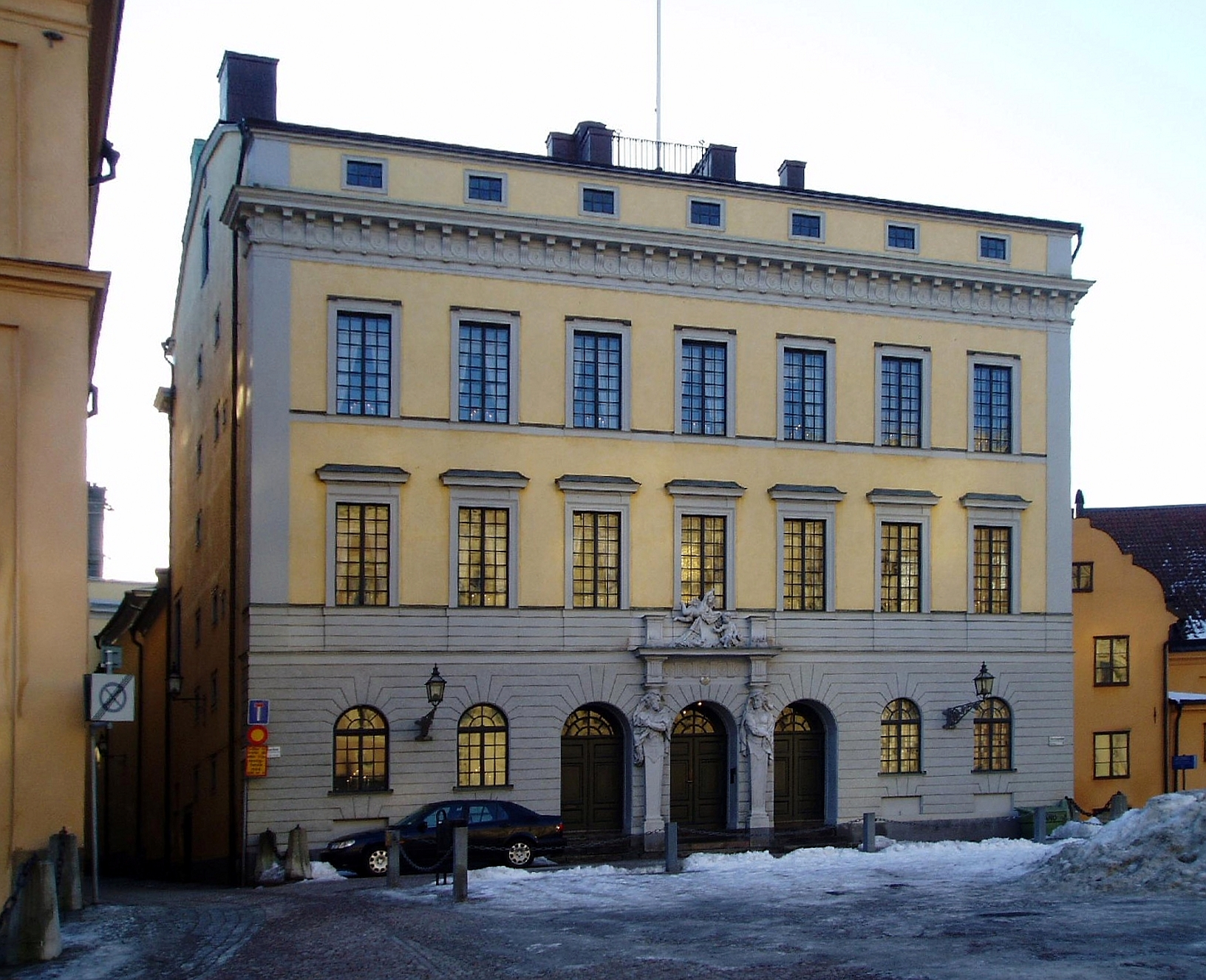
Fachada do Tessinska Palatset.

O Tessinska Palatset (em português: Palácio de Tessin) é um palácio barroco situado na Gamla stan, a parte antiga de Estocolmo, na Suécia. Localiza-se no nº 4 da Slottsbacken, a principal via de acesso ao Palácio Real de Estocolmo, sendo flanqueado por duas ruas, a Finska Kyrkogränd e a Bollhusgränd.
O palácio foi construído entre 1694 e 1700 por Nicodemus Tessin o Jovem e fazia parte dum plano que envolvia o castelo da cidade e os seus arredores, o qual foi apenas parcialmente implementado. Numa parcela de terreno relativamente pequena, foi criada uma miniatura de palácio que serviria de residência à família Tessin. A perspectiva ilusória dá a sensação de estarmos perante um espaço maior que o real. A distribuição dos andares foi preservada na sua forma original, ricamente decorados por destacados artistas franceses. O palácio foi herdado por Carl Gustaf Tessin, que teve que vendê-lo na década de 1750 por questões financeiras.
O jardim barroco, completamente fechado, foi restaurado na década de 1960, pelo arquitecto paisagista Walter Bauer, de acordo com os desenhos da época dos Tessin.
Depois de chegar à posse da Coroa, o palácio serviu durante muito tempo de residência ao Överståthållaren (a mais alta autoridade da cidade de Estocolmo, cargo existente entre 1634 e 1967). Actualmente tem a função de residência oficial do Landshövdingar (governador) do Condado de Estocolmo.

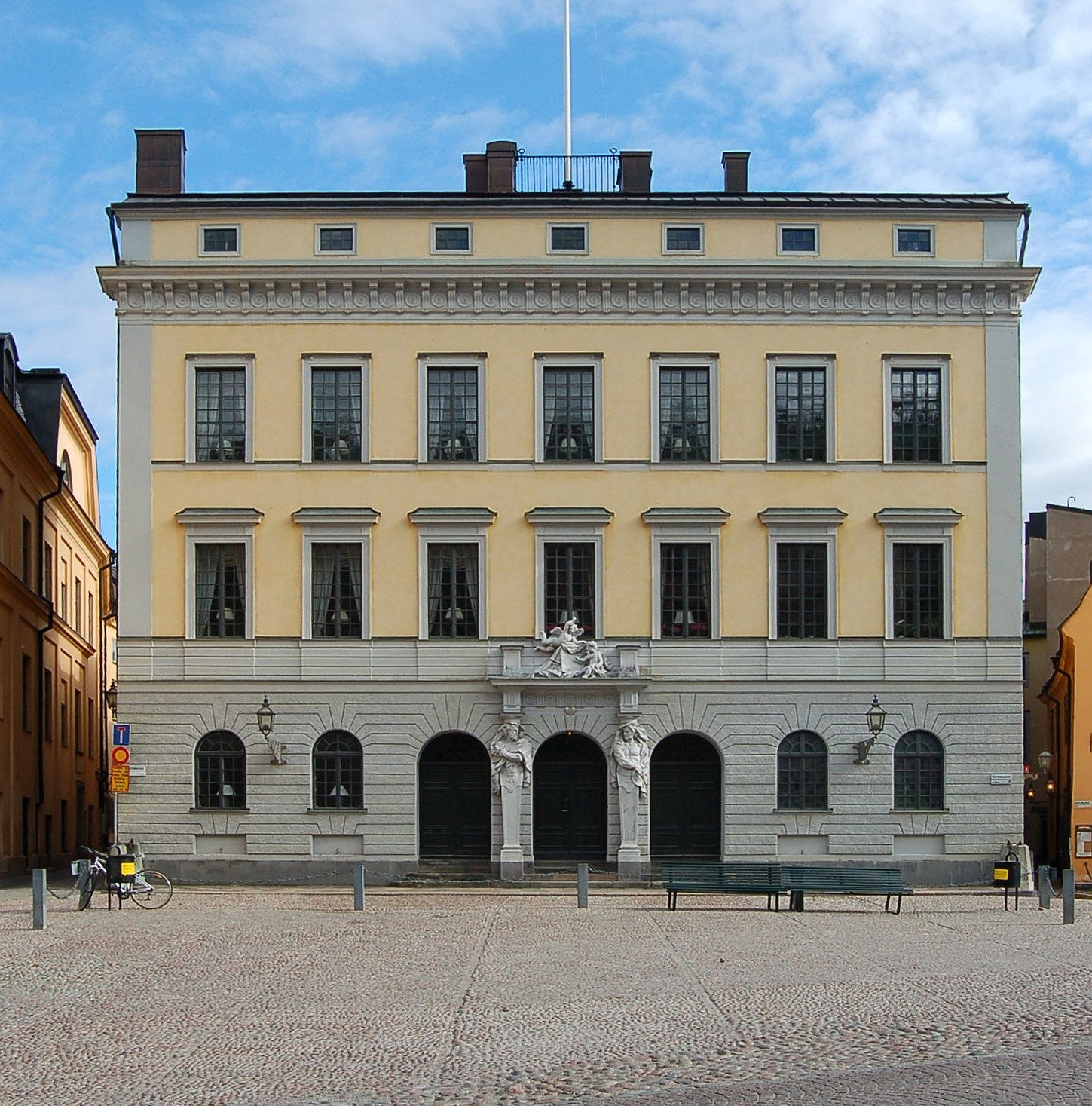
Fachada do Tessinska Palatset
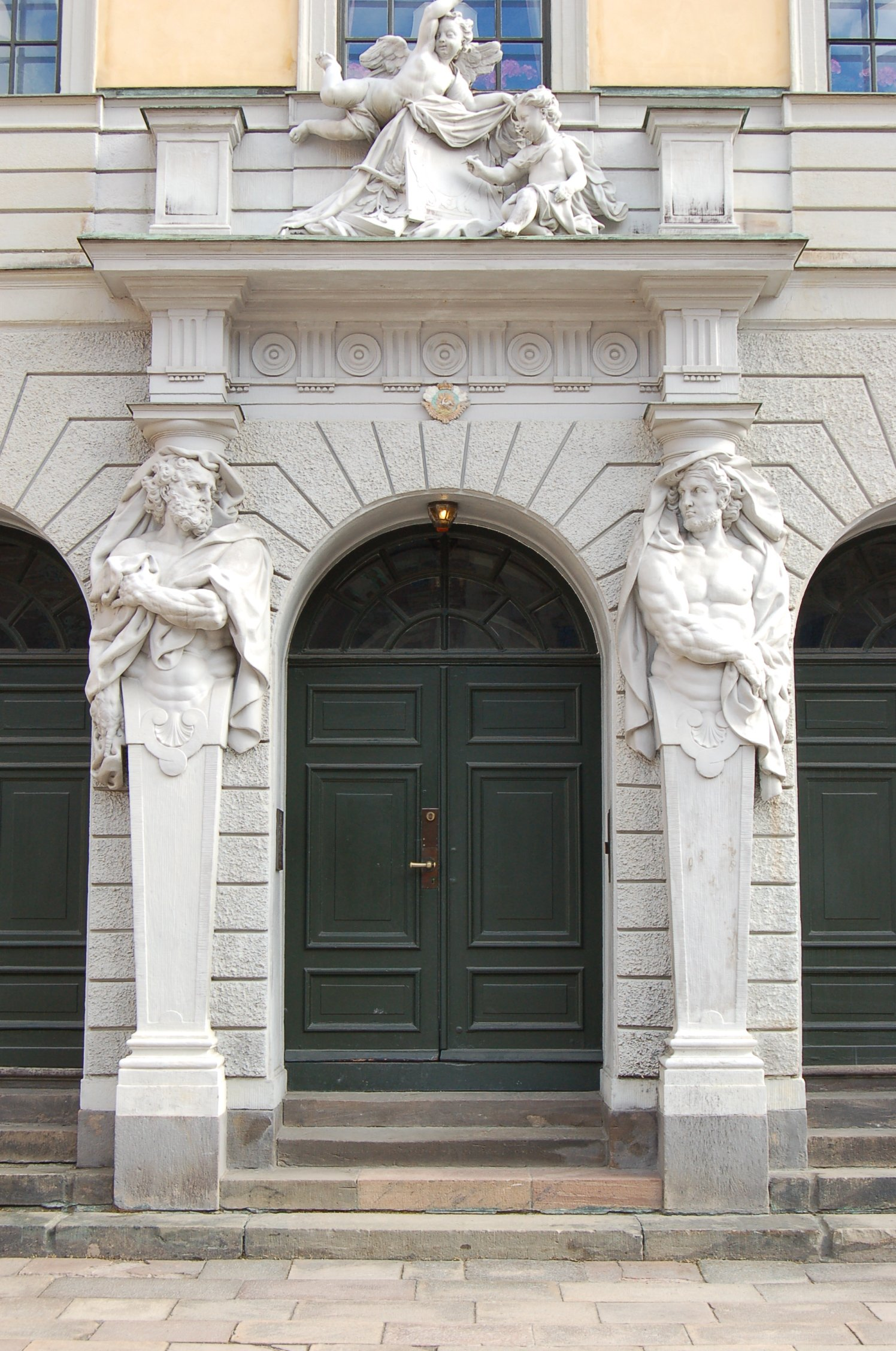
Portal do Tessinska Palatset
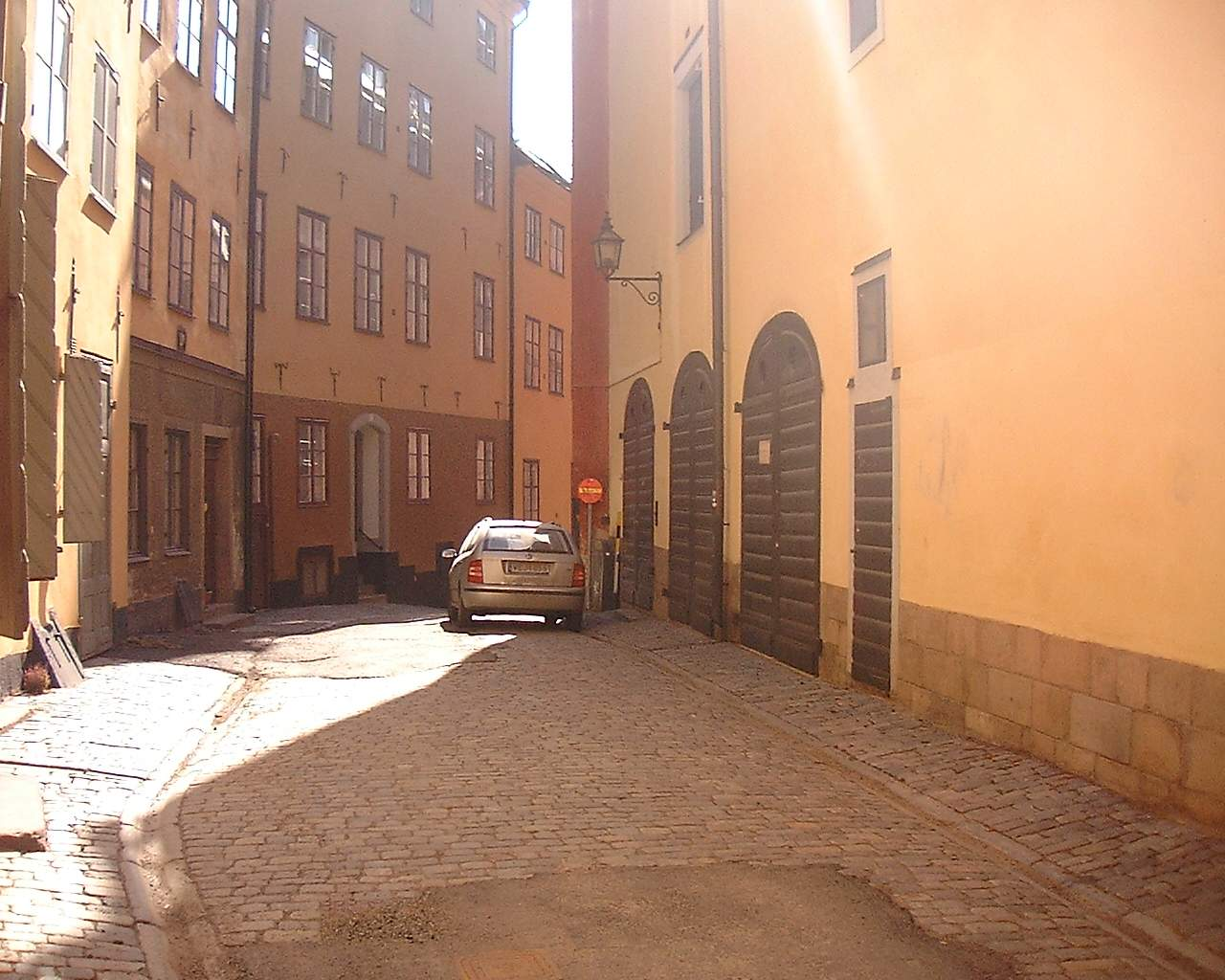
Portas dos antigos estábulos do Tessinska Palatset, na Bollhusgränd